# 村田爱里咲
村田爱里咲（日语：／ Murata Arisa，1990年10月17日—），日本女子自由式滑雪运动员，2011–12年世界杯奥勒站女子雪上技巧铜牌得主、2017年亚洲冬季运动会女子雪上技巧金牌得主和女子双人雪上技巧银牌得主。